# Beth Ditto
Mary Beth Patterson (Searcy, Arkansas, 19 de febrero de 1981), más conocida por su nombre artístico Beth Ditto, es una cantante estadounidense, famosa por ser vocalista de la banda The Gossip y por sus comentarios feministas y a favor de los derechos de la comunidad LGBT. Su voz ha sido comparada con la de Etta James y  Janis Joplin.

## Discografía

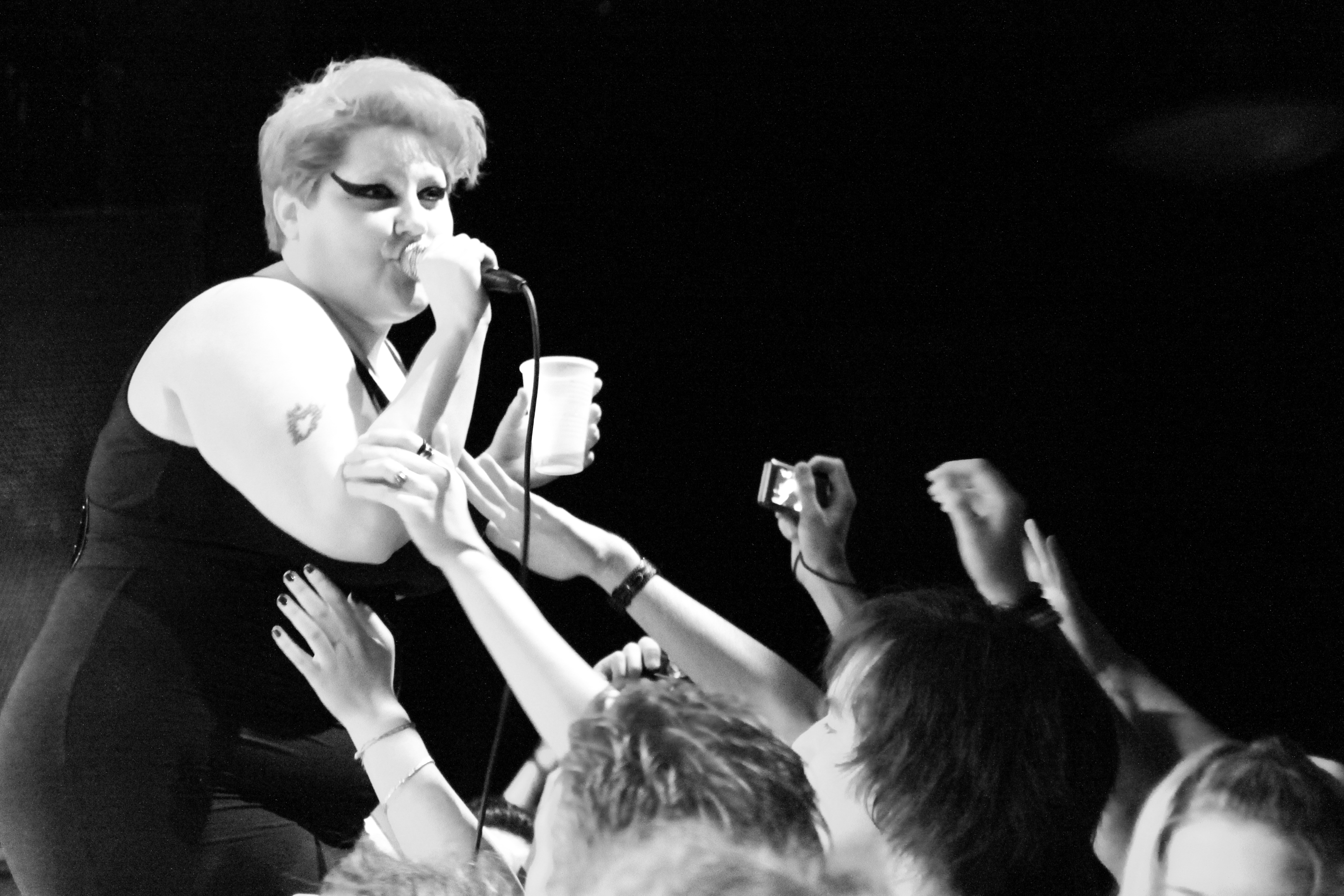
Beth Ditto cantando en el Commodore Ballroom, el 22 de octubre de 2009.

### Álbumes de estudio
con Gossip
- That's Not What I Heard (2001)
- Movement (2003)
- Standing in the Way of Control (2006)
- Music for Men (2009)
- A Joyful Noise (2012)

### EP
como solista
- «Beth Ditto EP» (2011)

1. "Do You Need Someone"
2. "Goodnight, Good Morning"
3. "I Wrote The Book"
4. "Open Heart Surgery"

### Álbumes en vivo
con Gossip
- Undead in NYC (2003)
- Live in Liverpool (2008)

### Sencillos
como solista
- "I Wrote The Book" – (2011)

Colaboraciones
- "Cruel Intentions" (Simian Mobile Disco con Beth Ditto) – (2010)
- "A Rose by Any Name" (Blondie con Beth Ditto) – (2013)
- "Running Low" (Netsky con Beth Ditto) – (2014)

## Premios
- 2006 - NME - Coolest Person In Rock
- 2007 - NME Awards - Sexiest Woman Of The Year - Nominada
- 2008 - Glamour Awards - International Artist Of The Year